# Klasztor Eberbach
Klasztor Eberbach (niem. Kloster Eberbach) – dawny klasztor cystersów w Eltville am Rhein, w niemieckim regionie Rheingau. Jeden z najważniejszych zabytków architektury Hesji.

## Historia
Pierwszy budynek monastyczny powstał dzięki arcybiskupowi Adalbertowi I w 1116 roku, miał służyć augustianom. W 1131 roku przekazano go benedyktynom, a wkrótce potem odkupili go cystersi. Klasztor został założony w 1136 roku przez Bernarda z Clairvaux. Był to pierwszy cysterski klasztor na wschodnim brzegu Renu. Szybko stał się jednym z najbardziej aktywnych klasztorów na terenie Niemiec, przyczyniając się do powstania kolejnych: Schönau (1142), Otterberg (1144), Gottesthal (Val-Dieu) (1155) Arnsburg (1174).
Kościół w stylu romańskim został konsekrowany w 1186 roku. Do 1220 roku ukończono Konversenbau oraz budynek szpitala. Były to ostatnie zabudowania w stylu romańskim. W 1240 roku rozpoczęto budowę gotyckich krużganków we wschodni skrzydle. W 1313 roku powstały fundamenty pierwszej kaplicy grobowej.
W 1525 roku opactwo zostało splądrowane przez zbuntowanych chłopów. Ucierpiało także podczas wojny trzydziestoletniej.
XVIII wiek przyniósł ponowny rozkwit gospodarczy. W latach 1704–1715 przebudowano wnętrze kościoła na styl barokowy. W kolejnych latach również inne budynki zostały przebudowane w nowym stylu. W latach 1718–1721 romański refektarz został zastąpiony przez nowy, barokowy. W 1746 roku rekonstrukcję przeszedł dach. W 1755 na terenie klasztoru założono oranżerię.
Klasztor został zlikwidowany 18 września 1803 roku.

## Winnice
Opactwo było znane ze swoich winnic i produkcji wina. Uprawiano tu m.in. winorośl Riesling, którą zasadził hrabia Johann IV von Katzenelnbogen (który został pochowany w Eberbach). Część pomieszczeń klasztornych pod koniec XV wieku zostało przekształconych w piwnice winne. Po sekularyzacji w 1803 roku, zarząd nad winnicami przejęło państwo.

## Pochowani
Na terenie klasztoru zostali pochowani m.in.
- Gerlach z Nassau
- Adolf II z Nassau
- Johann IV von Katzenelnbogen

## Klasztor współcześnie
Klasztor dostępny jest do zwiedzania przez turystów. Istnieje możliwość wynajmu pokoi hotelowych.
Na terenie klasztoru odbywają się międzynarodowe wydarzenia kulturalne i wystawy. Jest jedną z lokacji, w której odbywa się coroczny Rheingau Musik Festival.
Zimą 1985/86 kręcono tu część scen do filmu Imię Róży.
W 1986 roku dokonano poważnych prac konserwacyjnych. Od 1998 roku klasztor jest po opieką fundacji Die Stiftung Kloster Eberbach, mającej chronić jego kulturalne i architektoniczne dziedzictwo. Kolejną renowację, tym razem wnętrz kościoła, rozpoczęto w 2018 roku, planowany czas ukończenia to 2024 rok. Szacowany koszt to 130 milionów euro.